# Unión Deportiva Granadilla Tenerife
L'Unión Deportiva Granadilla Tenerife, nota anche come UD Granadilla Tenerife o UD Granadilla Tenerife Egatesa per motivi di sponsorizzazione, è una squadra di calcio femminile spagnola, con sede nella città di Granadilla de Abona, cittadina della comunità autonoma delle Canarie, situata nell'isola di Tenerife. Fondata nel 2013, dall'estate 2015 partecipa alla Primera División, massima serie del campionato spagnolo femminile di calcio.

## Storia
Il club venne fondato nel 2013 ed iscritto al gruppo 6 della Segunda División, secondo livello del calcio femminile spagnolo. La prima stagione si concluse con la vittoria del raggruppamento con 22 vittorie su 22 partite disputate e l'accesso agli spareggi promozione: dopo aver eliminato l'El Olivo venne sconfitto in finale dal Fundación Albacete. Nella stagione 2014-2015 concluse nuovamente il proprio girone al primo posto e a punteggio pieno, accedendo agli spareggi promozione: dopo aver eliminato il Levante Las Planas, sconfisse in finale il Real Betis, conquistando la promozione in Primera División. La prima stagione in massima serie si concluse con un settimo posto, che consentì al Granadilla di accedere all'edizione 2016 della Coppa della Regina, venendo subito eliminato dal Valencia.

## Palmarès
- Campionato spagnolo di seconda divisione: 2

Grupo VI (Subgrupo de Santa Cruz de Tenerife): 2013-2014, 2014-2015
- Campeonato de Canarias: 1

2013-2014
- Trofeo Teide: 1

2015

## Organico

### Rosa 2020-2021
Rosa, ruoli e numeri di maglia come da sito ufficiale e della Liga Femenina Iberdrola, aggiornati il 23 settembre 2020.
| N. |                           | Ruolo | Calciatrice            |
| -- | ------------------------- | ----- | ---------------------- |
| 1  | Spagna (bandiera)         | P     | Pili                   |
| 2  | Stati Uniti (bandiera)    | C     | Katie Murray           |
| 4  | Stati Uniti (bandiera)    | C     | Clare Pleuler          |
| 5  | Stati Uniti (bandiera)    | D     | Jackie Simpson         |
| 6  | Spagna (bandiera)         | A     | Paola Hernández        |
| 7  | Spagna (bandiera)         | A     | Ana González           |
| 8  | Costa d'Avorio (bandiera) | A     | Ange Koko              |
| 9  | Spagna (bandiera)         | A     | Cristina Martín-Prieto |
| 10 | Spagna (bandiera)         | D     | Pisco                  |
| 11 | Serbia (bandiera)         | A     | Allegra Poljak         |
| 13 | Brasile (bandiera)        | P     | Aline Reis             |
| 14 | Spagna (bandiera)         | D     | Natalia Ramos          |
| 15 | Stati Uniti (bandiera)    | D     | Adrienne Jordan        |
| 17 | Spagna (bandiera)         | A     | María José Pérez       |
| 18 | Camerun (bandiera)        | C     | Raissa Feudjio         |

| N. |                        | Ruolo | Calciatrice        |
| -- | ---------------------- | ----- | ------------------ |
| 19 | Canada (bandiera)      | A     | Kayla Adamek       |
| 20 | Spagna (bandiera)      | D     | Estella            |
| 21 | Spagna (bandiera)      | C     | Silvia Doblado     |
| 22 | Spagna (bandiera)      | C     | Patri Gavira       |
| 23 | Spagna (bandiera)      | C     | María Tejera       |
| 24 | Venezuela (bandiera)   | A     | Yerliane Moreno    |
| 25 | Venezuela (bandiera)   | P     | Nayluisa Cáceres   |
| 26 | Spagna (bandiera)      | C     | Aithiara           |
| 27 | Spagna (bandiera)      | C     | Aleksandra Zaremba |
| 31 | Spagna (bandiera)      | A     | Sira Pérez         |
|    | Spagna (bandiera)      | P     | Claudia Hernandez  |
|    | Paesi Bassi (bandiera) | P     | Shania van Nuland  |
|    | Venezuela (bandiera)   | D     | Andrea Zeolla      |
|    | Stati Uniti (bandiera) | C     | Taylor Porter      |
|    | Venezuela (bandiera)   | A     | Enyer Higuera      |

### Rosa 2018-2019
Rosa, ruoli e numeri di maglia come da sito della Liga Femenina Iberdrola.
| N. |                           | Ruolo | Calciatrice            |
| -- | ------------------------- | ----- | ---------------------- |
| 1  | Spagna (bandiera)         | P     | Pili                   |
| 2  | Spagna (bandiera)         | D     | Andrea Marrero Avero   |
| 5  | Stati Uniti (bandiera)    | D     | Jackie Simpson         |
| 6  | Spagna (bandiera)         | C     | Eva Llamas             |
| 7  | Spagna (bandiera)         | A     | Ana González           |
| 8  | Costa d'Avorio (bandiera) | A     | Ange N'Guessan         |
| 9  | Spagna (bandiera)         | A     | Paloma Lázaro          |
| 10 | Spagna (bandiera)         | D     | Cindy García           |
| 11 | Spagna (bandiera)         | A     | Cristina Martín-Prieto |
| 12 | Brasile (bandiera)        | C     | Joyce                  |
| 13 | Brasile (bandiera)        | P     | Aline Reis             |
| 14 | Spagna (bandiera)         | C     | Sara González          |

| N. |                      | Ruolo | Calciatrice             |
| -- | -------------------- | ----- | ----------------------- |
| 15 | Lituania (bandiera)  | C     | Liucija Vaitukaitytė    |
| 16 | Brasile (bandiera)   | C     | Bruna Turcatto          |
| 17 | Spagna (bandiera)    | A     | María José Pérez        |
| 19 | Spagna (bandiera)    | D     | Natalia Ramos           |
| 20 | Spagna (bandiera)    | D     | María Estella del Valle |
| 21 | Spagna (bandiera)    | C     | Silvia Doblado          |
| 22 | Spagna (bandiera)    | C     | Patricia Gavira         |
| 23 | Spagna (bandiera)    | D     | Raquel Peña             |
| 25 | Venezuela (bandiera) | P     | Nay Cáceres             |
| 26 | Spagna (bandiera)    | C     | Aithiara Carballo       |
| 27 | Spagna (bandiera)    | C     | Aleksandra Zaremba      |
| 33 | Spagna (bandiera)    | C     | Paola Hernández         |